# Mũ bảo hiểm

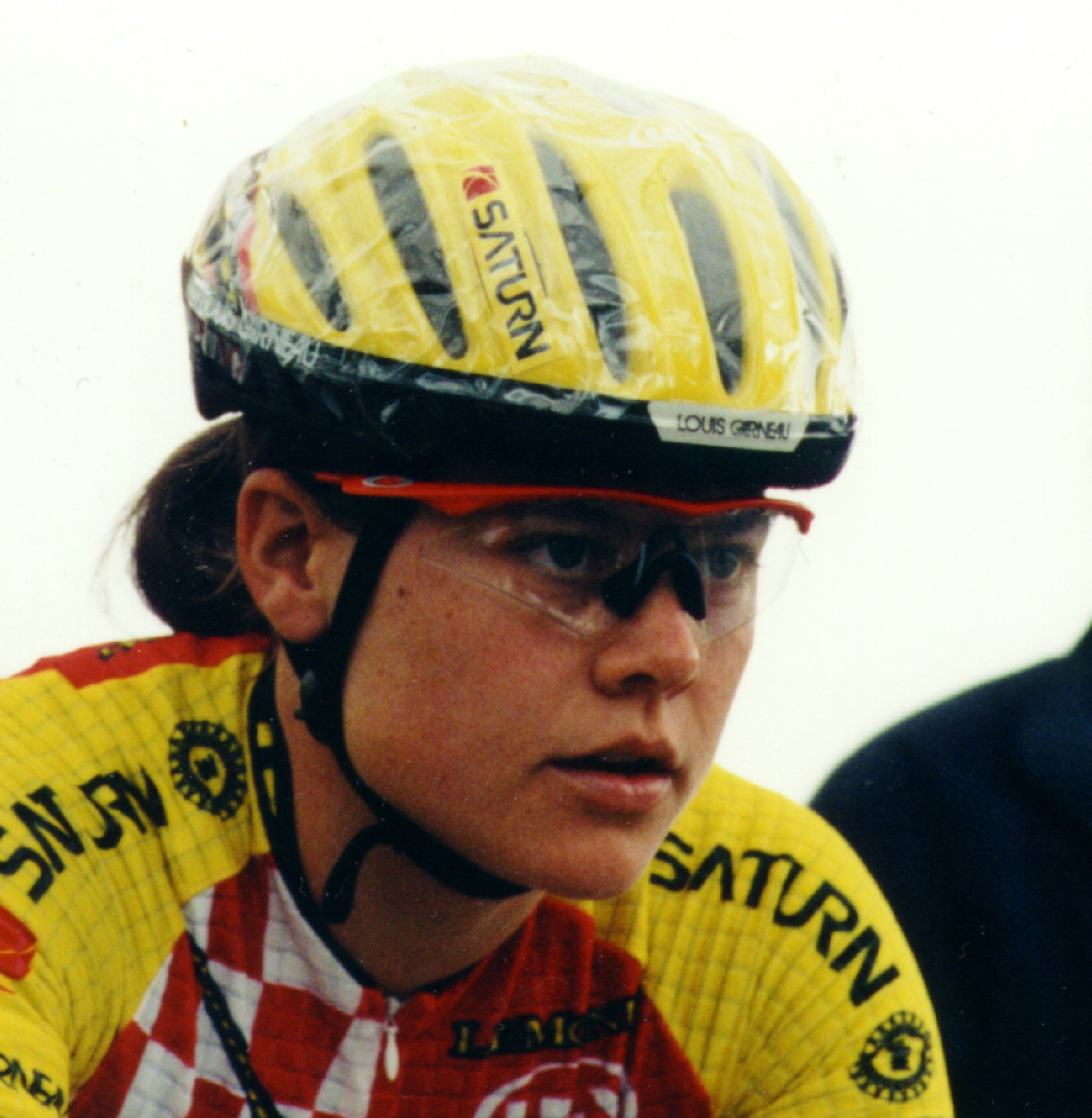
Người đội mũ bảo hiểm xe đạp

Mũ bảo hiểm là một dạng đồ bảo hộ được đội để bảo vệ đầu. Đặc biệt hơn, mũ bảo hiểm bổ trợ cho hộp sọ trong việc bảo vệ bộ não con người.

## Lịch sử
Lịch sử ghi nhận mũ bảo hiểm xuất hiện cùng thời với chiến tranh. Trước những loại vũ khí như dao, kiếm, mác... quân đội của người Assyrat, Ba Tư, đã tìm ra một vật dụng có thể bảo vệ đầu của binh lính: đó là chiếc mũ. Ban đầu, mũ được làm bằng da rồi dần dần được rèn sắt. Đến thời người Hy Lạp tham chiến, họ chế tạo ra chiếc MBH bằng đồng, có chóp nhọn đặc trưng. Người La Mã phát triển hình dạng MBH thêm một bậc nữa, đó là chế tạo mũ cho binh lính riêng và mũ cho các võ sĩ giác đấu riêng.
Ngày nay, MBH dần dần thâm nhập vào đời sống chứ không đơn thuần là trang bị của quân đội. MBH được sử dụng trong nhiều lĩnh vực như hàng không vũ trụ, quân đội, thể thao... Công nhân và kỹ sư vào phân xưởng lúc nào cũng phải đội mũ. Các vận động viên nhiều môn thể thao như đấu kiếm, võ thuật, bóng bầu dục.. rất cần MBH để an toàn. Người tham gia giao thông trên xe máy, xe đạp được quy định phải đội mũ bảo hiểm.
Lịch sử MBH xe máy gắn liền với cái chết của một người nổi tiếng - Trung tá Thomas Edward Lawrence ( T. E. Lawrence ), là một sĩ quan quân đội Anh nổi tiếng. Năm 1935, T. E. Lawrence lái chiếc Brough Superior SS100 đã gặp tai nạn trên một đoạn đường hẹp gần ngôi biệt thự của ông tại Wareham. Nguyên nhân vụ va chạm là do một chiếc hố trên đường đã khiến ông không nhìn thấy hai đứa trẻ đang đạp xe đến gần. Do chuyển hướng để tránh chúng, Lawrence đã mất lái và văng ra khỏi xe. Ca tử vong của ông được nghiên cứu kỹ, và một trong số các bác sĩ đã chăm sóc cho ông là nhà phẫu thuật thần kinh Hugh Cairns, ông đã bị ấn tượng mạnh bởi vụ tai nạn và sau đó tiến hành nghiên cứu lâu dài về sự tử vong không đáng có của Lawrence, bởi sự thiếu trang bị cho người lái xe dẫn tới chấn thương ở đầu. Nghiên cứu của Hugh đã dẫn tới việc sử dụng mũ bảo hiểm trong khi lái xe môtô quân sự lẫn dân sự sau đó và kéo dài cho tới ngày nay.

## Mũ bảo hiểm đi mô tô, xe máy

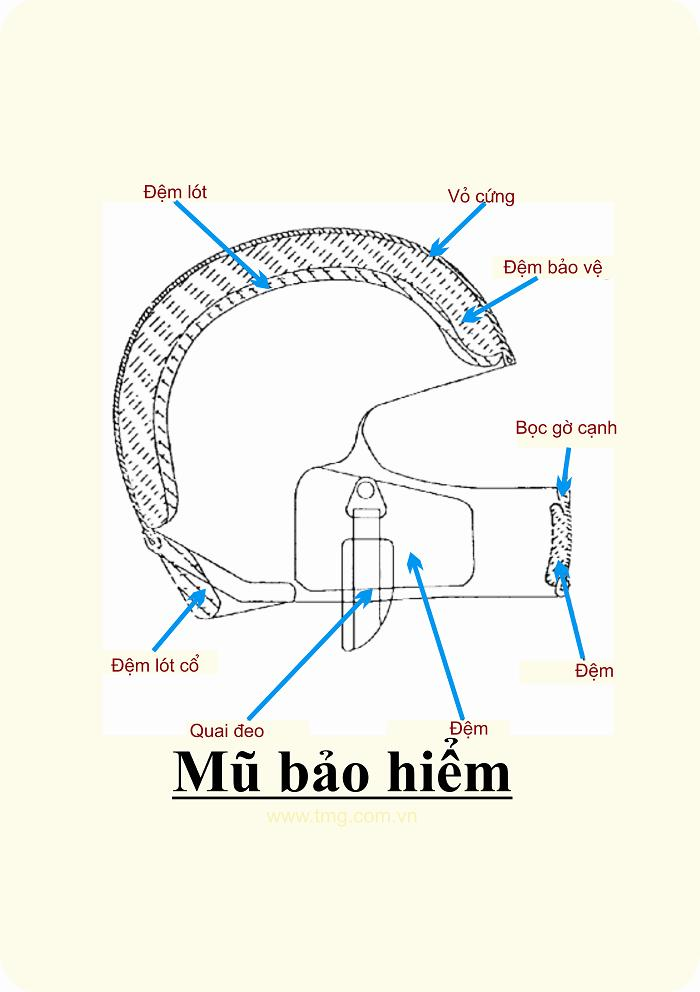
Cấu trúc tiêu chuẩn của mũ bảo hiểm mô tô, xe máy

### Cấu tạo
Lớp vỏ ngoài làm từ nhựa cứng siêu bền.
Lớp thứ hai bên trong lớp nhựa là đệm bảo vệ được làm bằng xốp, bảo vệ đầu khi va chạm.
Lớp thứ ba làm bằng vải mềm giúp làm êm đầu khi đội mũ
Quai có khóa cài chắc chắn để cố định mũ, ngoài ra mũ bảo hiểm có kính để che gió trong suốt phía trước có thể gập lên trên đỉnh mũ hoặc tháo rời ra.
Kính chắn gió làm từ nhựa trong suốt.
Ngoài ra có một số loại nón bảo hiểm có đệm lót cổ, bọc gỡ cạnh,...

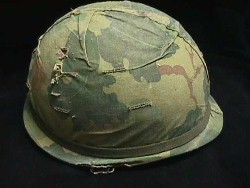
mũ bảo hiểm của quân đội

### Công dụng
Giảm va đập và hấp thụ chấn động do va đập, giảm xung động.
Giảm nguy cơ gây chấn thương sọ não.
Giảm nguy cơ gây tử vong đáng tiếc.
Chắn gió, bụi và bảo vệ mắt.

## Phân loại

### Mũ bảo hiểm nửa đầu
Đây là loại mũ bảo hiểm có thể giúp người sử dụng nghe được tất cả các âm thanh khi di chuyển trên đường. Khi lái xe ở khu vực đông dân cư hoặc thành thị, việc có thể nghe được âm thanh của các loại phương tiện đang lưu thông là rất quan trọng. Không ít các trường hợp người điều khiển phương tiện có thể tránh được những tai nạn đáng tiếc nhờ vào việc lắng nghe các âm thanh trên đường.

### Mũ bảo hiểm có kính chắn gió
Nếu bạn mua một chiếc mũ bảo hiểm với kính chắn lớn, tiếng ồn của gió sẽ không thể ảnh hưởng đến sự tập trung của bạn khi lái xe và mắt bạn sẽ không phải điều tiết nhiều.
Điều lưu ý khi chọn loại mũ này là bạn nên chọn những chiếc mũ có kính chắn lớn để có thể đảm bảo tối đa tầm nhìn khi lưu thông.

### Mũ bảo hiểm có lỗ thông gió
Để tránh việc người dùng bị đổ quá nhiều mồ hôi, hầu hết các mũ bảo hiểm đều có các lỗ thông gió.

### Mũ bảo hiểm ôm hết phần mặt
Đây là loại mũ chuyên dùng cho biker phân khối lớn và dân phượt. Mũ bảo hiểm full-face trùm kín phần đầu của người sử dụng với phần sau phủ toàn bộ sọ não và khu vực bảo vệ trước cằm.
Điểm thu hút lớn nhất của loại mũ bảo hiểm full-face là khả năng bảo vệ tối ưu.
Không thích hợp sử dụng hàng ngày.

## Hình ảnh

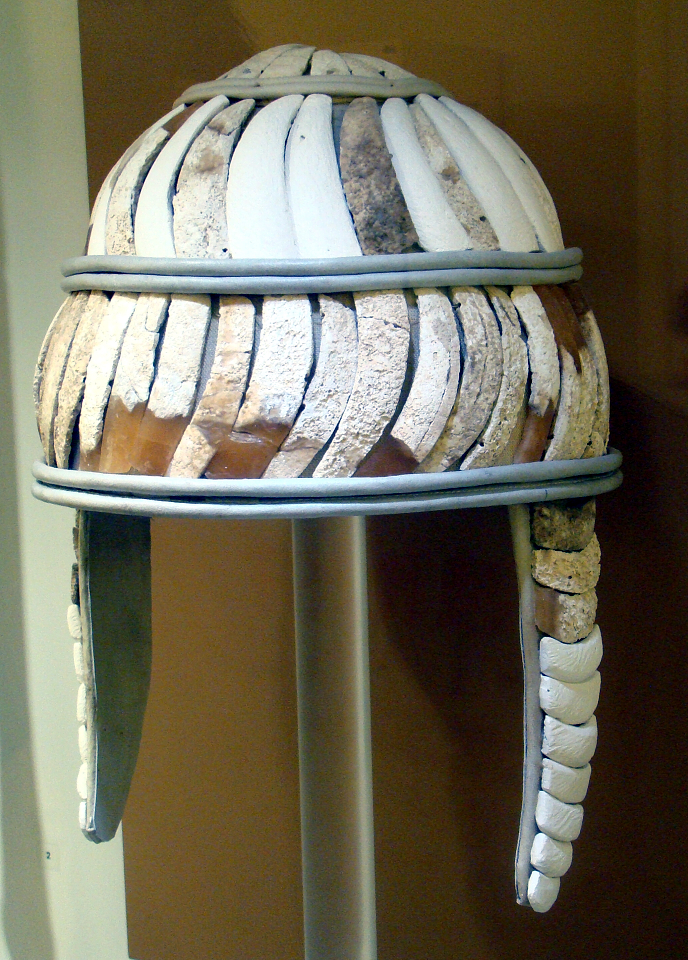
Mũ bảo hiểm Minoan ngà heo rừng, 1600–1500 TCN
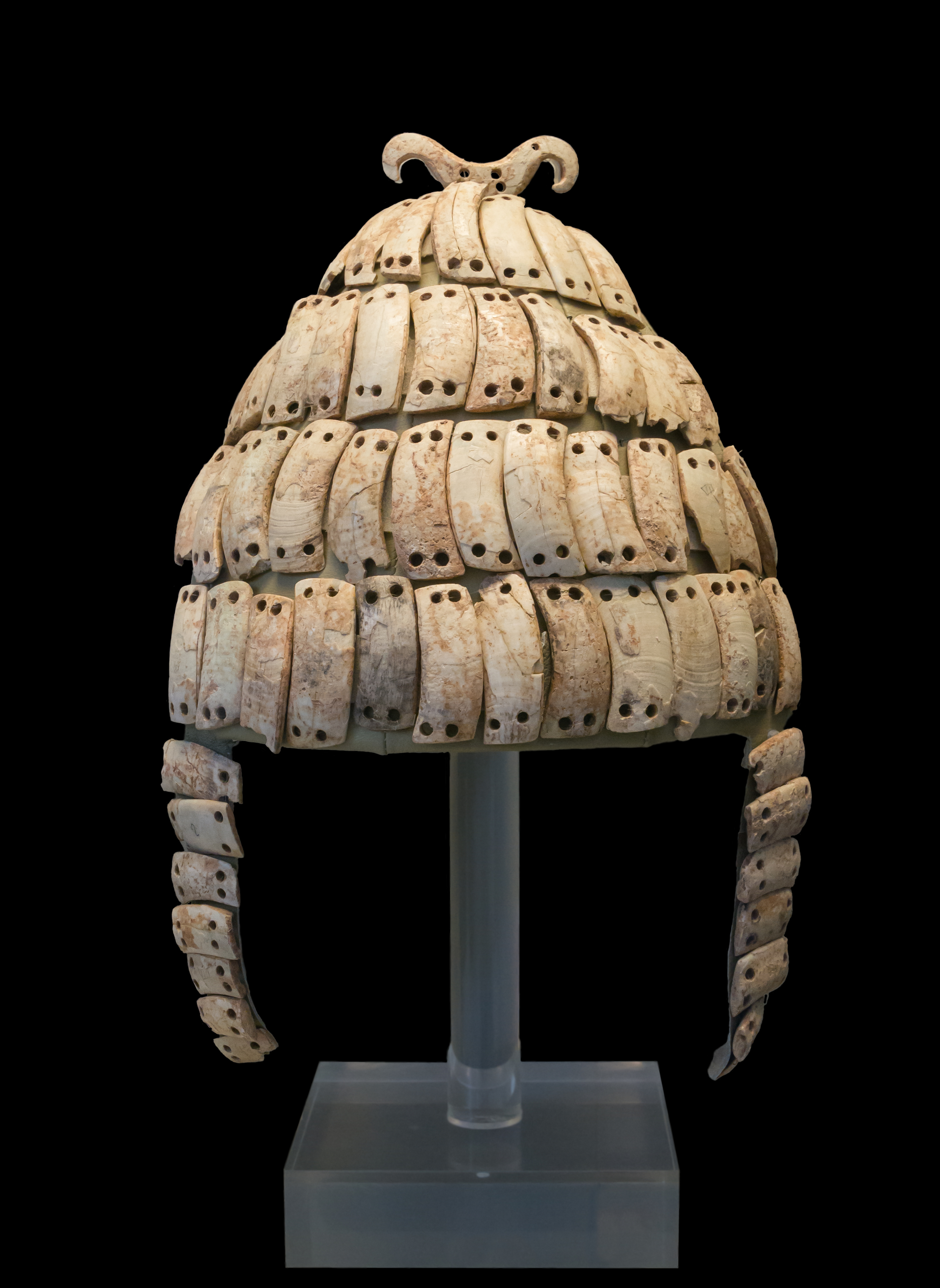
Mũ bảo hiểm Mycenaean ngà heo rừng, thế kỷ 14 TCN
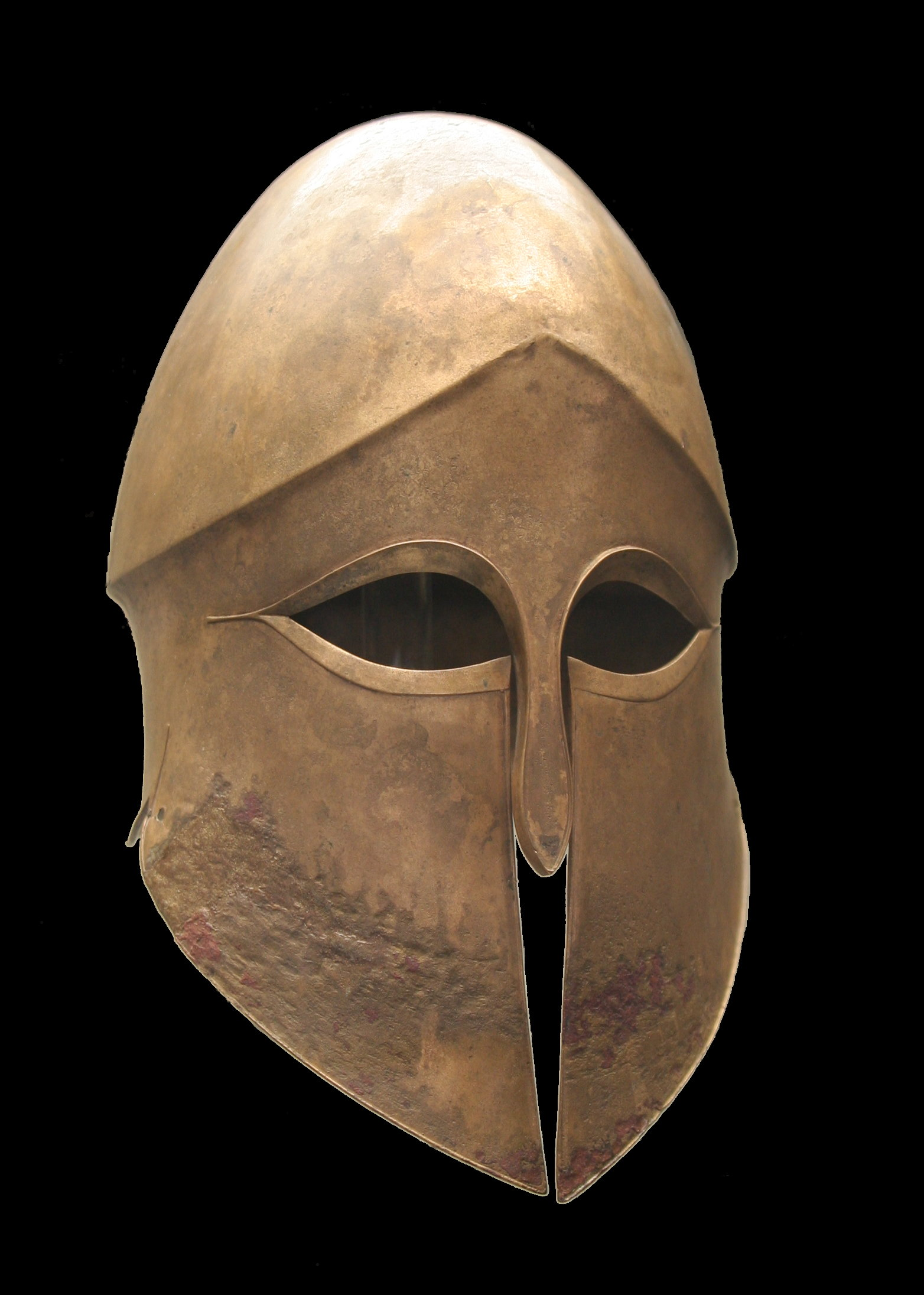
Mũ bảo hiểm Corinth, 500 TCN
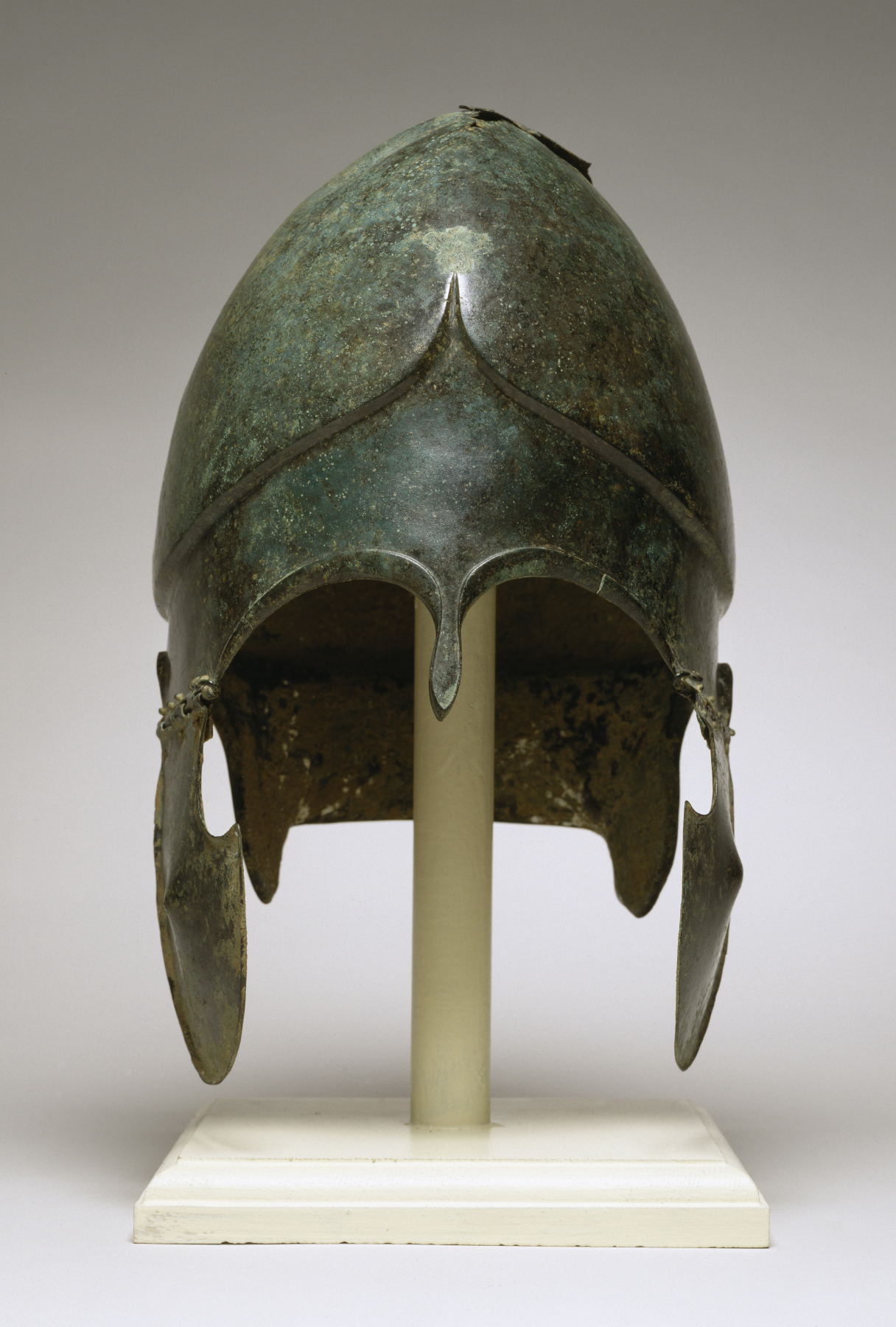
Mũ bảo hiểm Chalcidian của Hy Lạp, 500 TCN
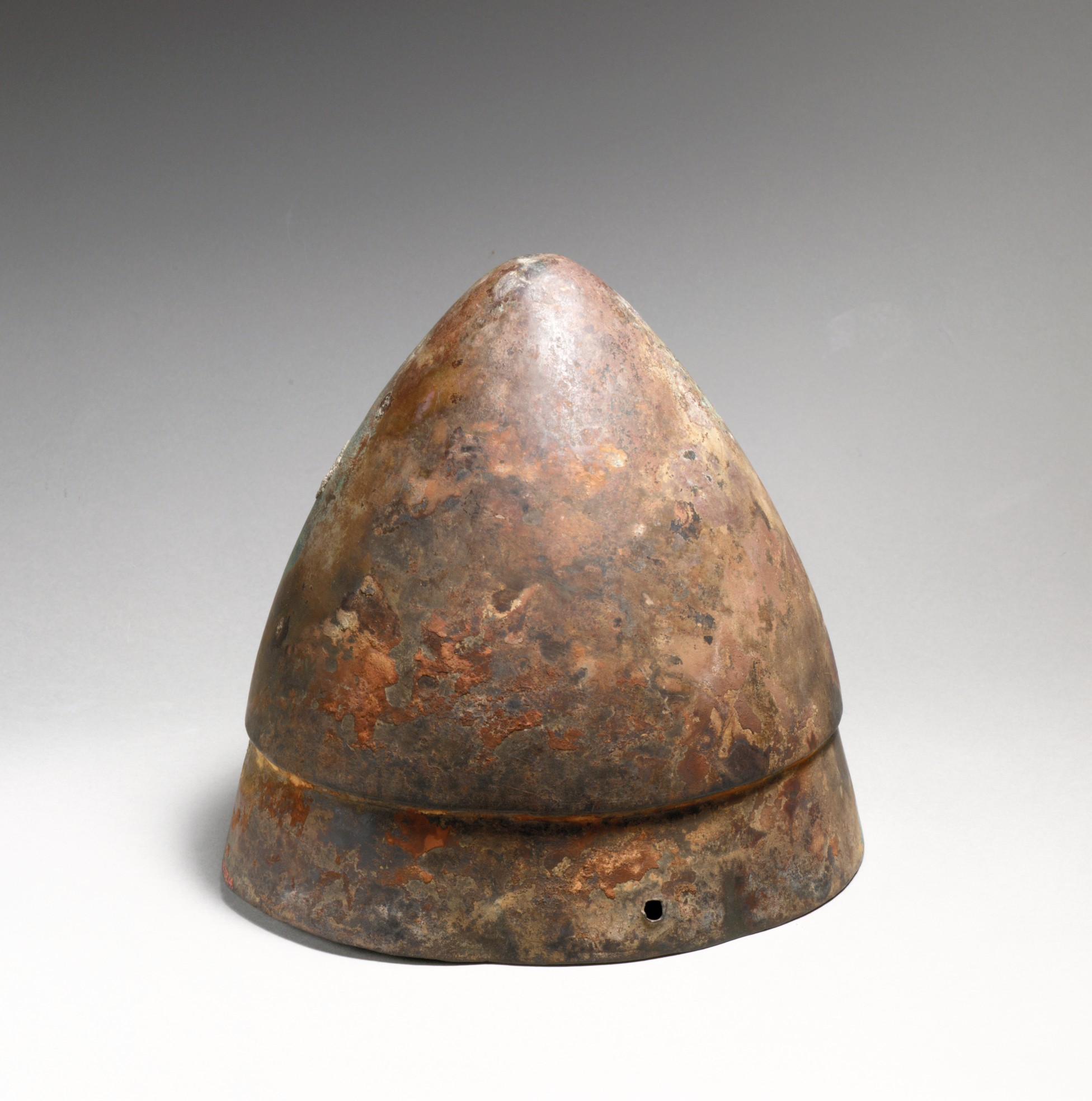
Mũ trụ pilos Hy Lạp, 450–425 TCN
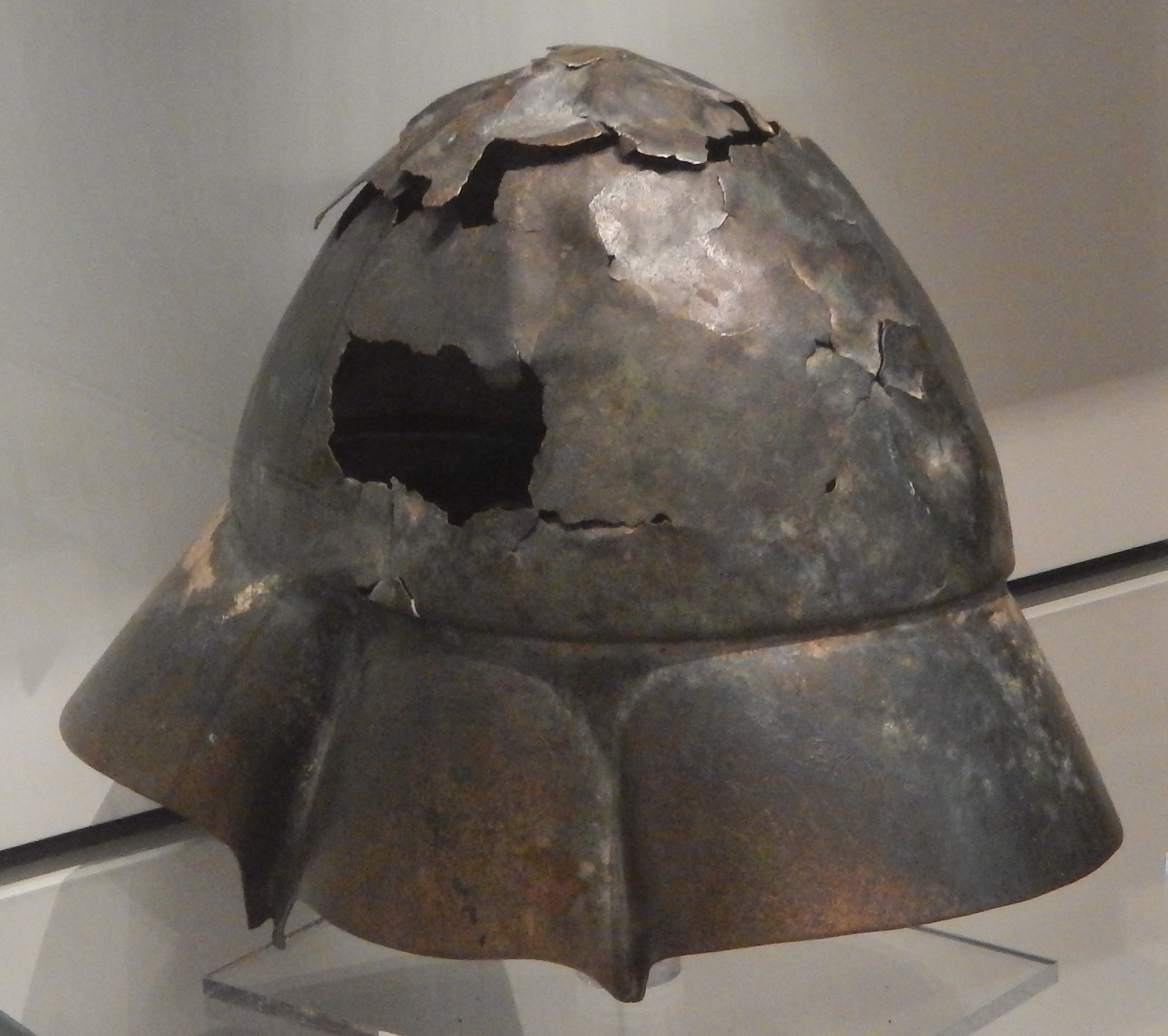
Mũ bảo hiểm Boeotian, thế kỷ thứ 4 trước Công nguyên
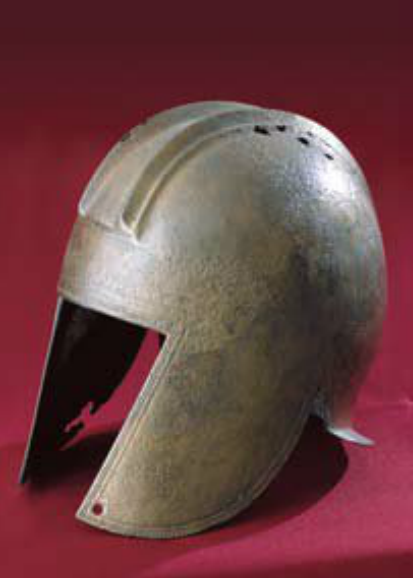
Mũ bảo hiểm kiểu Illyrian của Hy Lạp, thế kỷ thứ 4 trước Công nguyên
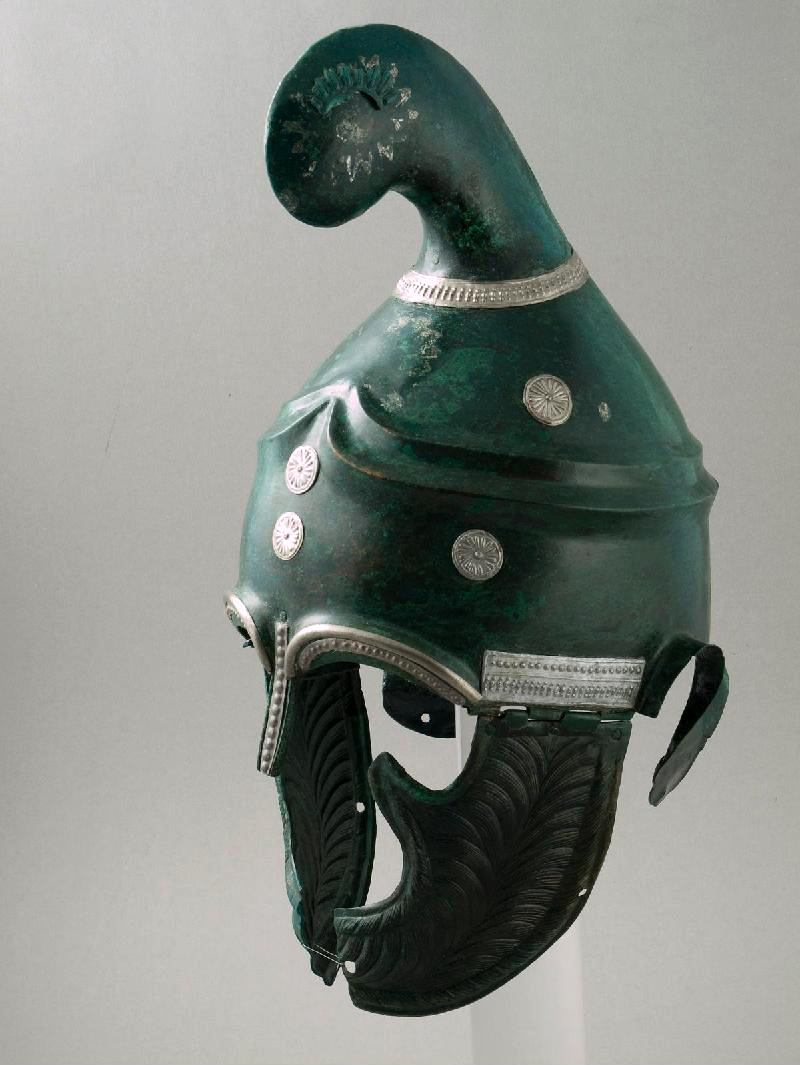
Mũ bảo hiểm Thracia, thế kỷ thứ 4 TCN
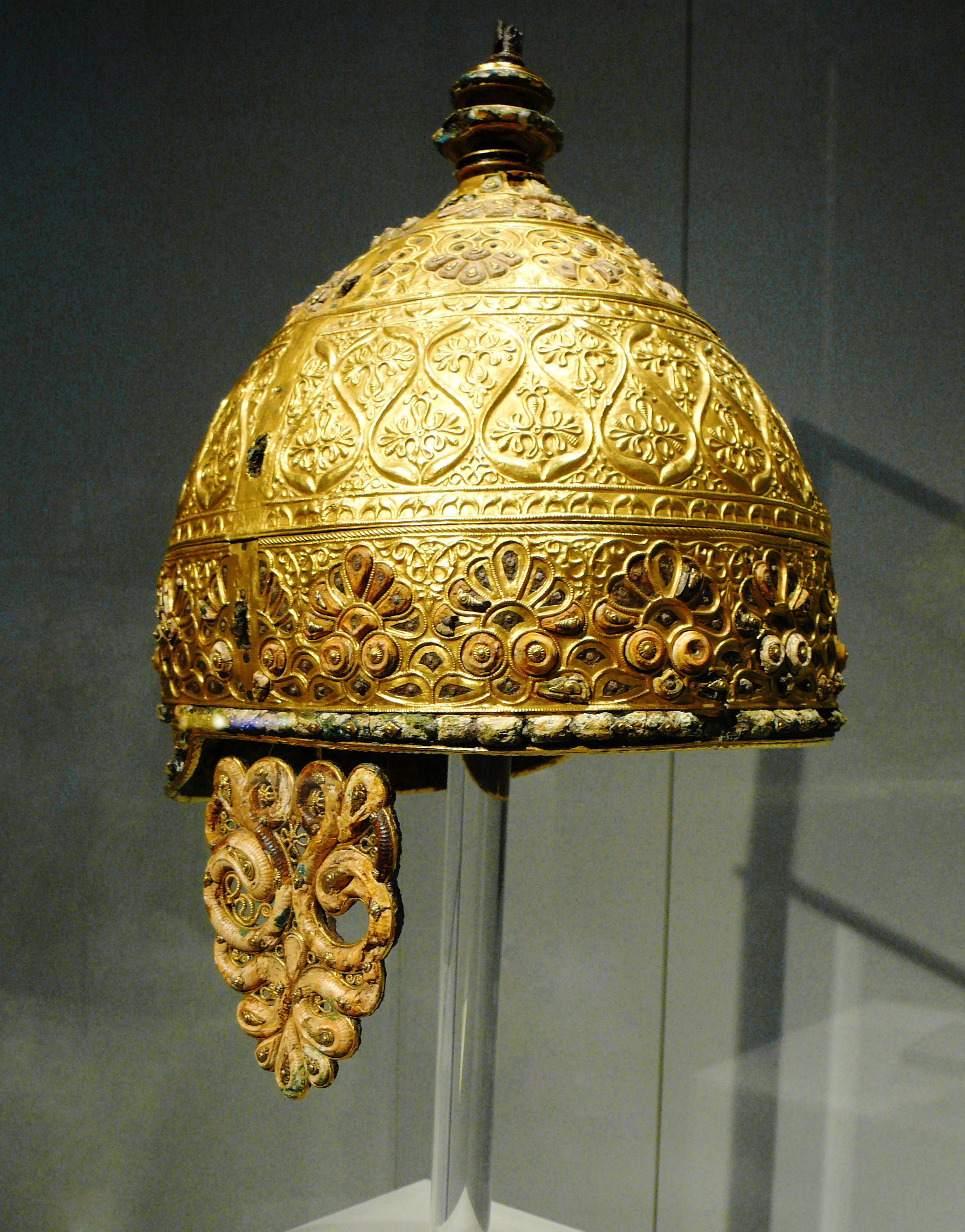
Mũ diễu hành Celtic (Gallic), 350 TCN
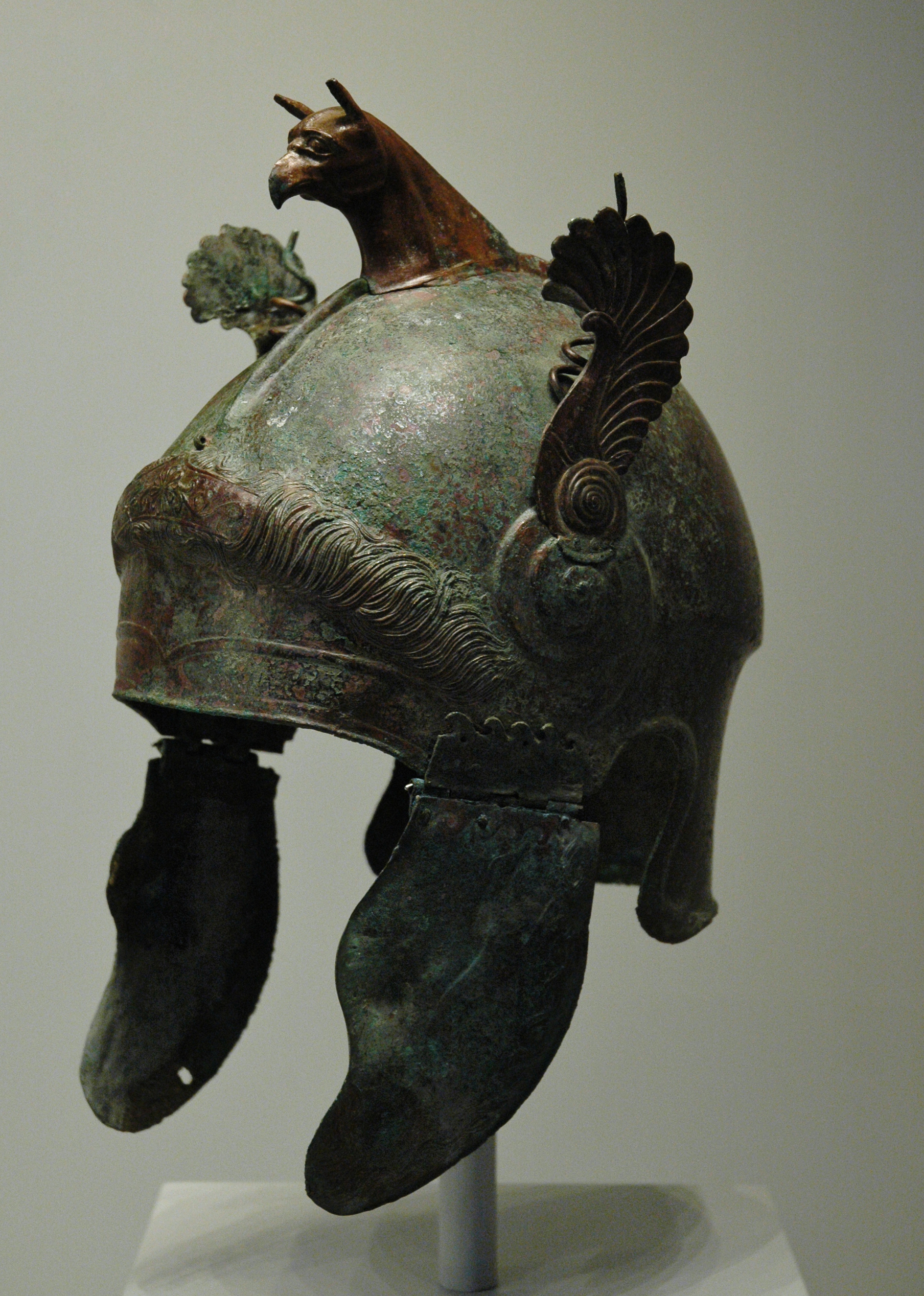
Mũ gác mái, 350 TCN đến 300 TCN
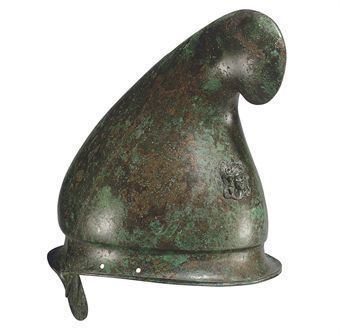
Mũ sắt Phrygian bằng đồng Hy Lạp, 350 TCN đến 300 TCN
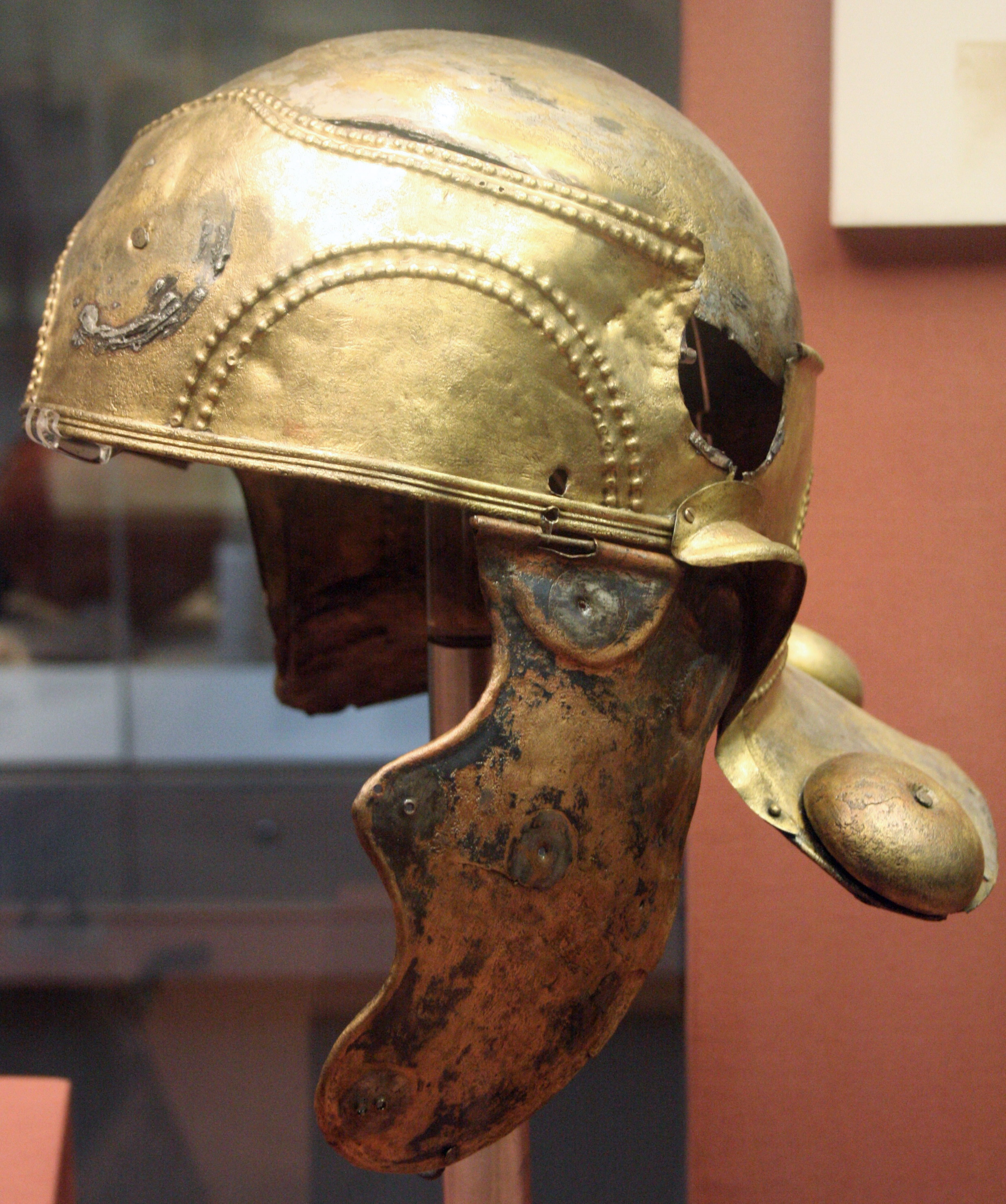
Mũ kỵ binh La Mã, thế kỷ 1 CN
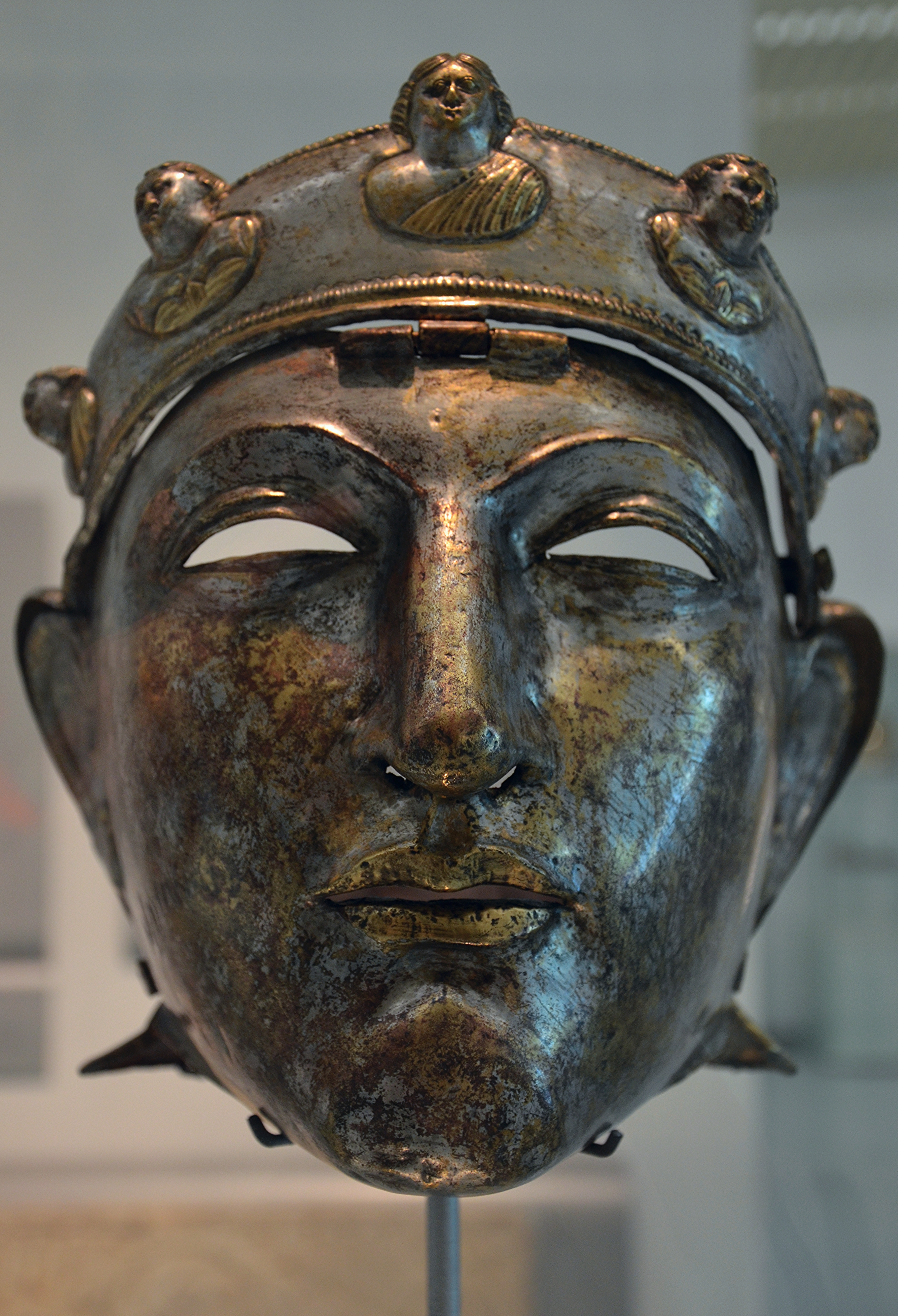
Mũ kỵ binh La Mã
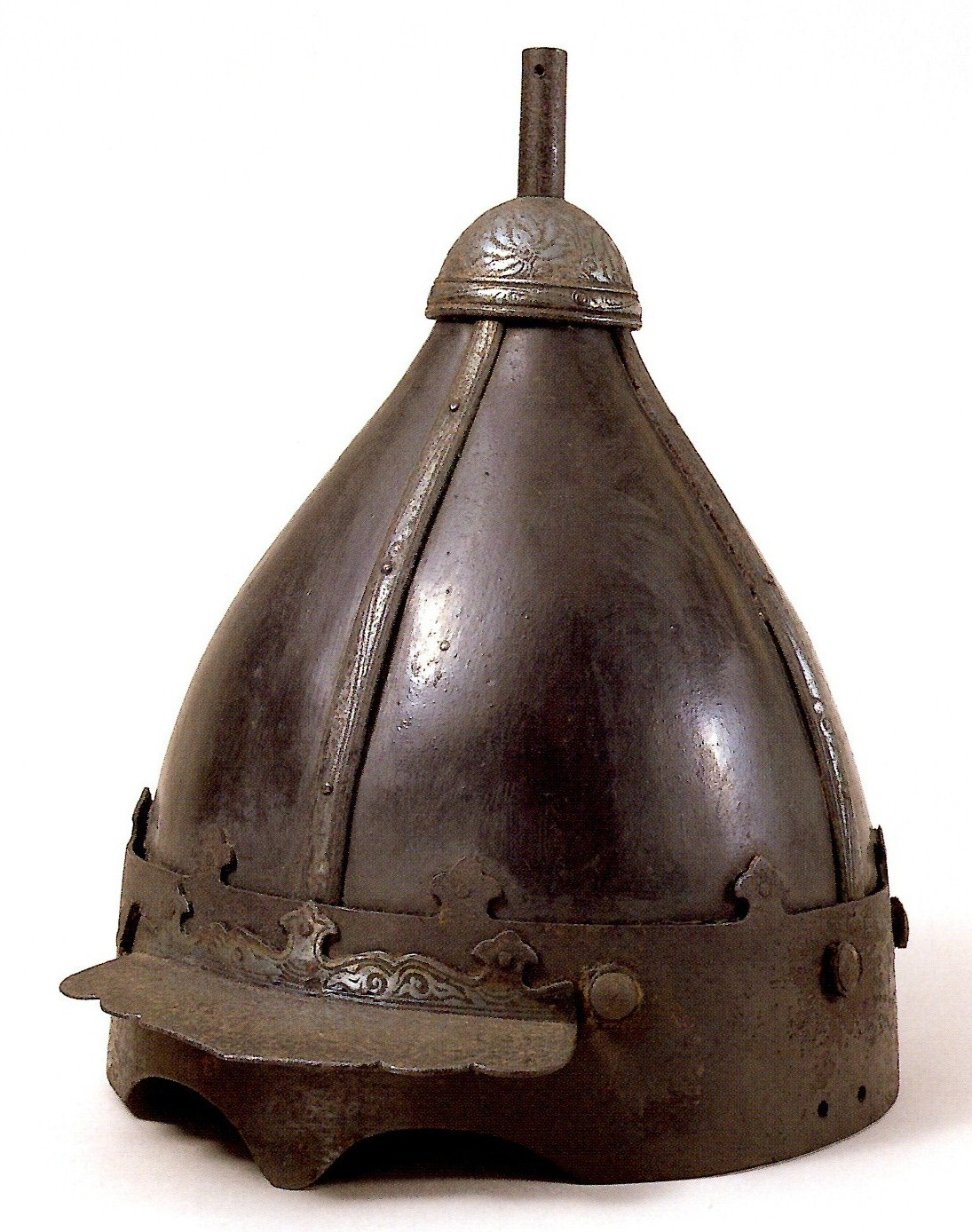
Mũ bảo hiểm Mông Cổ màu đen
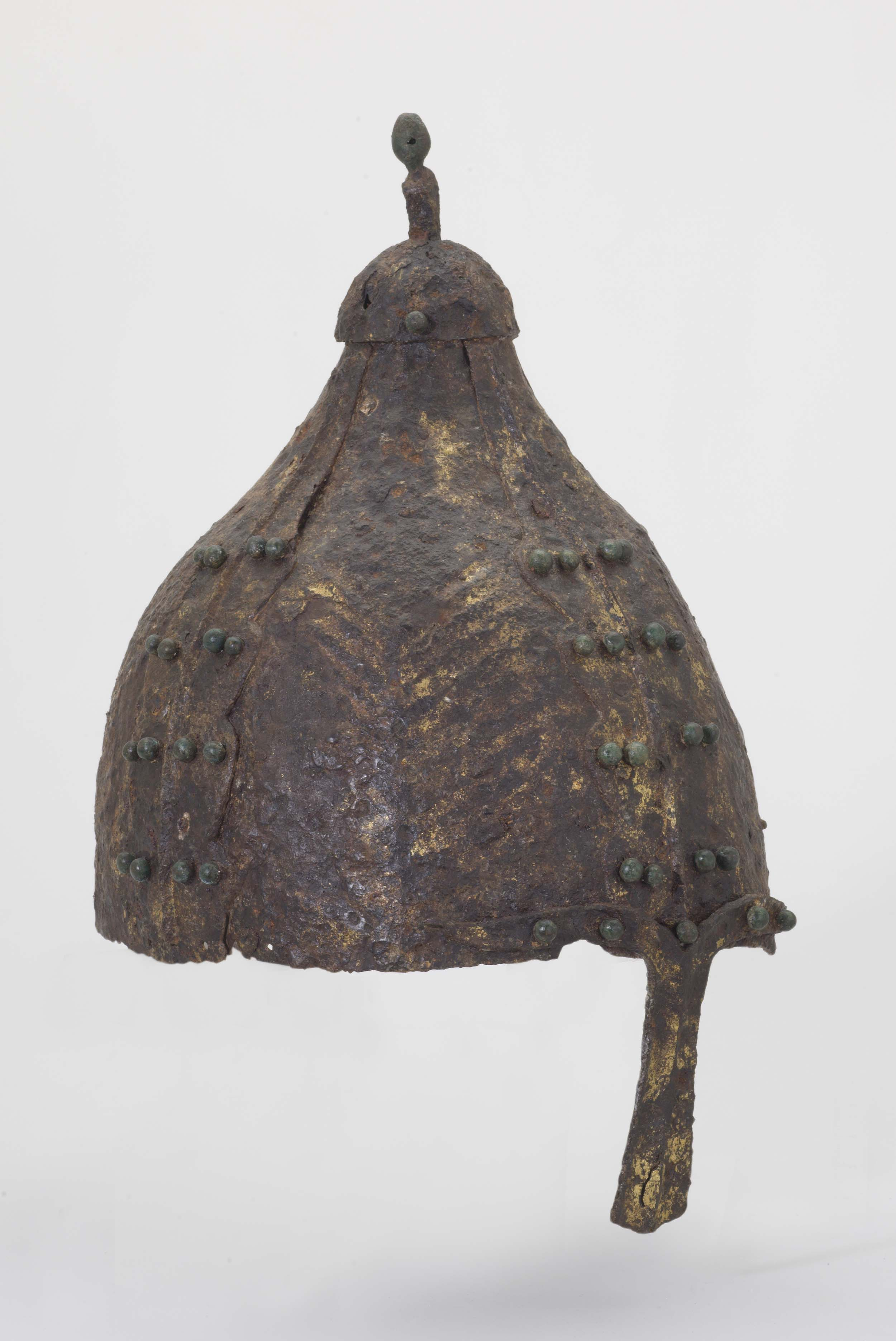
Spangenhelm của Iran, thế kỷ thứ 7 hoặc thứ 8 sau Công nguyên
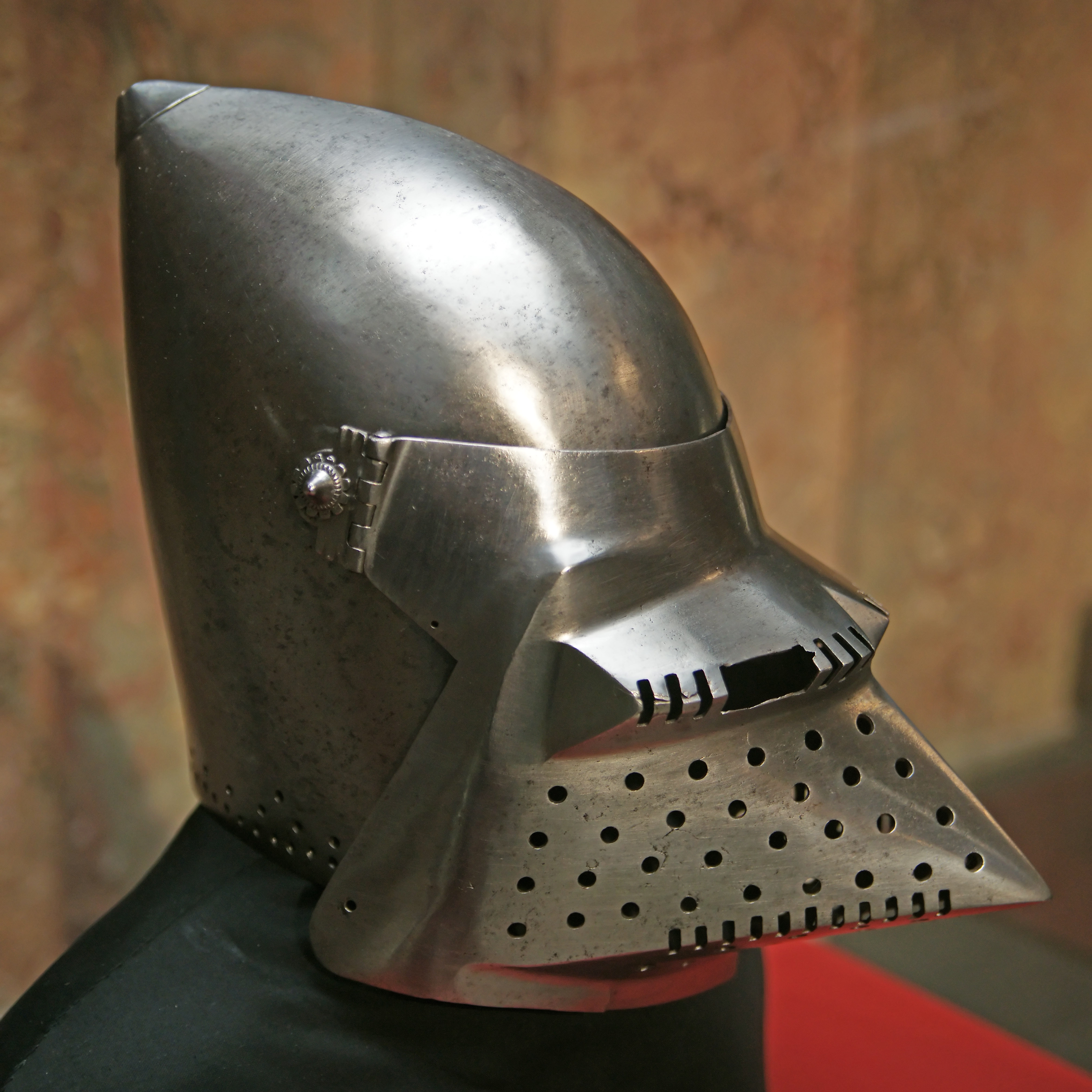
Bascinet đầu thế kỷ 15 với hounskull visorgenhelm
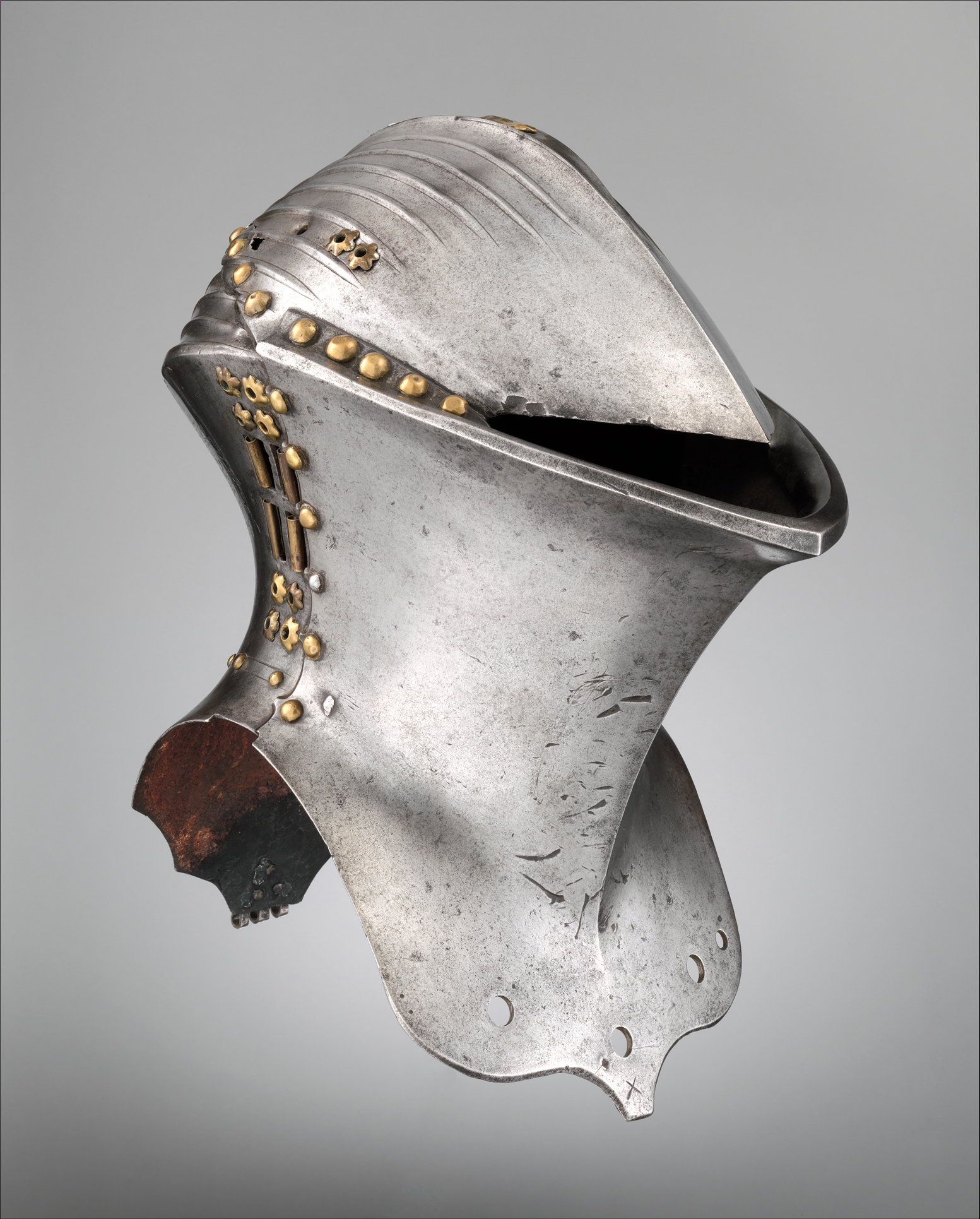
Mũ bảo hiểm miệng ếch của Đức thế kỷ 15 được sử dụng trong đấu thương
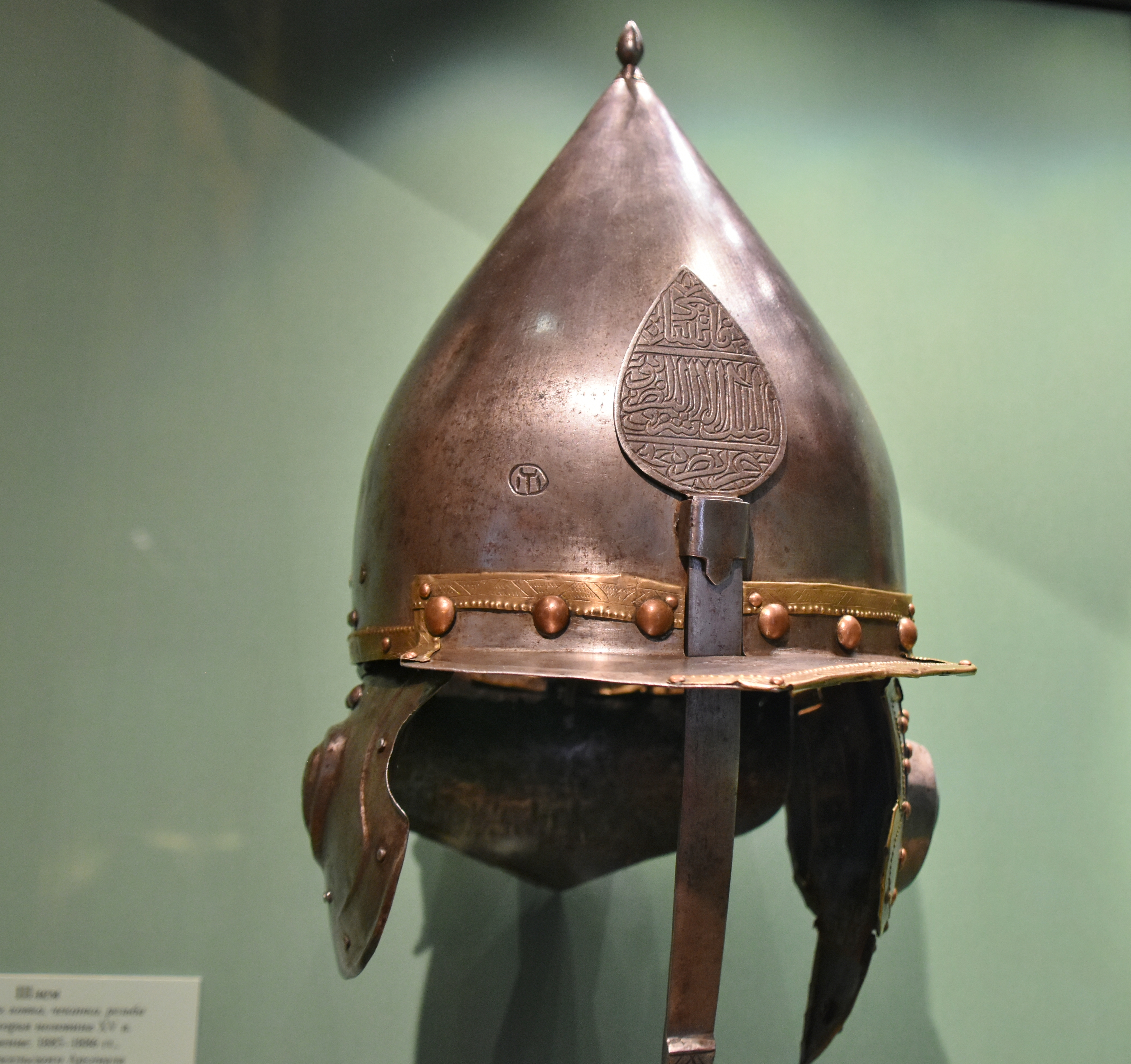
Mũ bảo hiểm zischagge của Ottoman, giữa thế kỷ 16
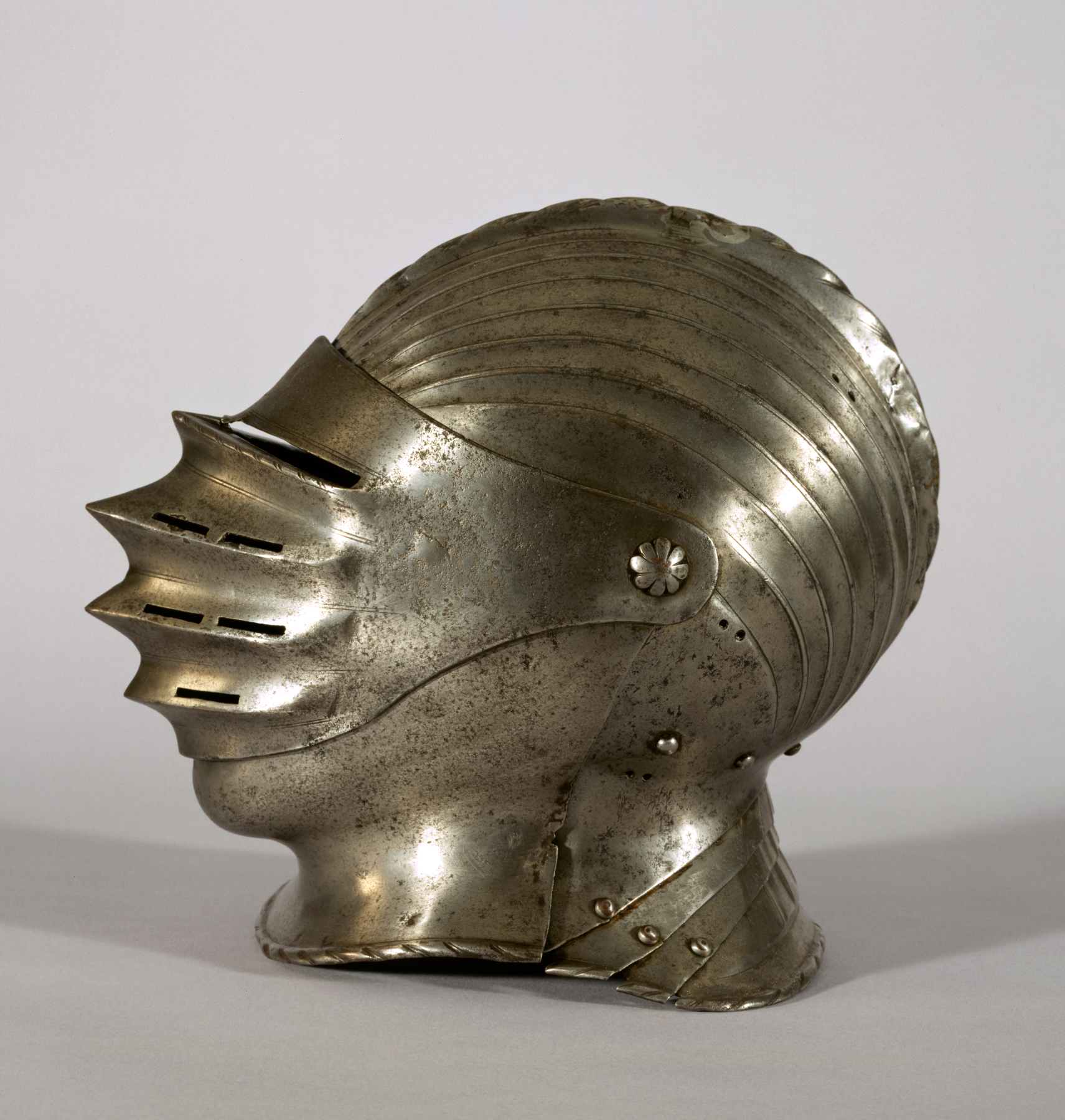
Mũ bảo hiểm kín phong cách Maximilian thế kỷ 16
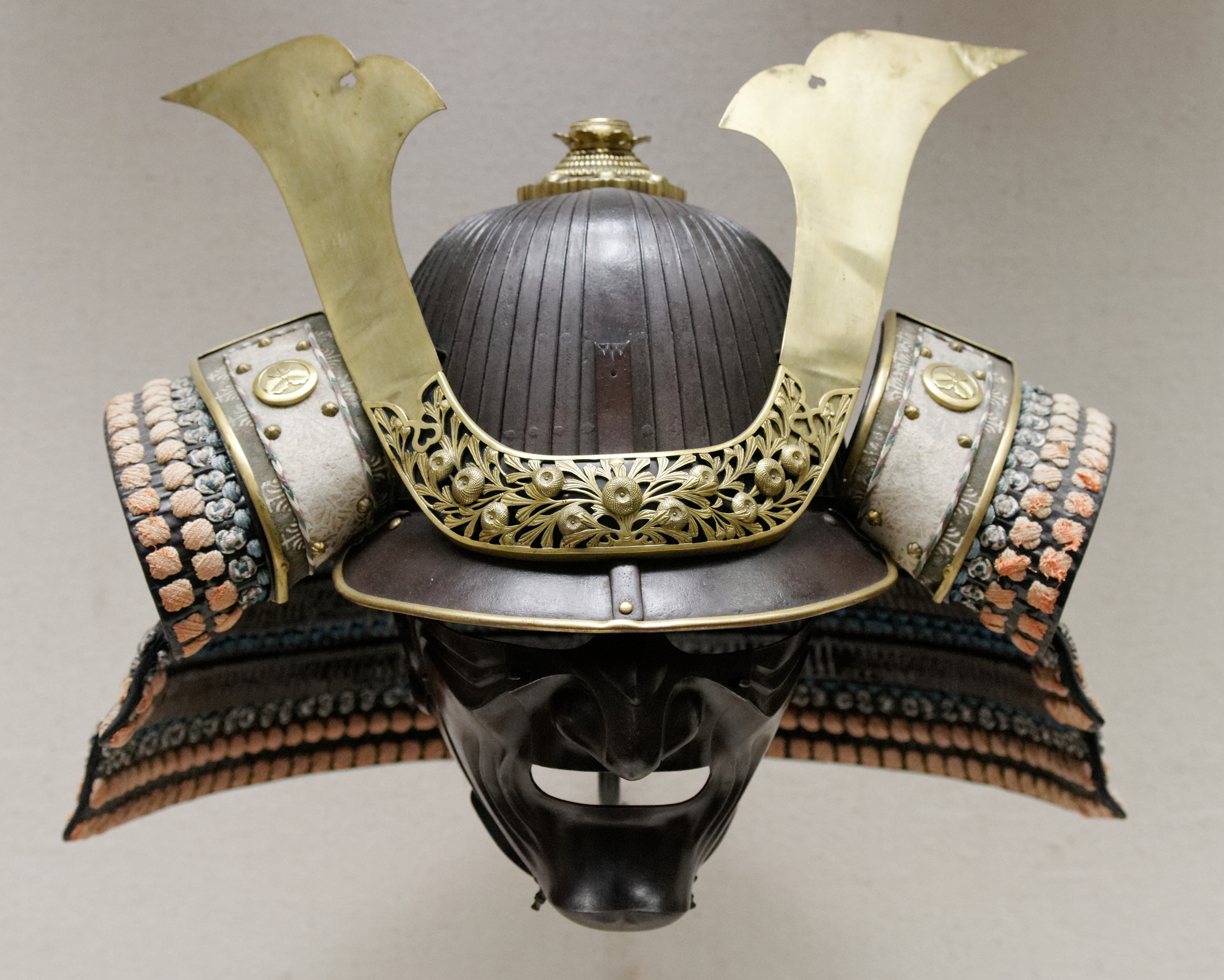
Kabuto Nhật Bản thế kỷ 19
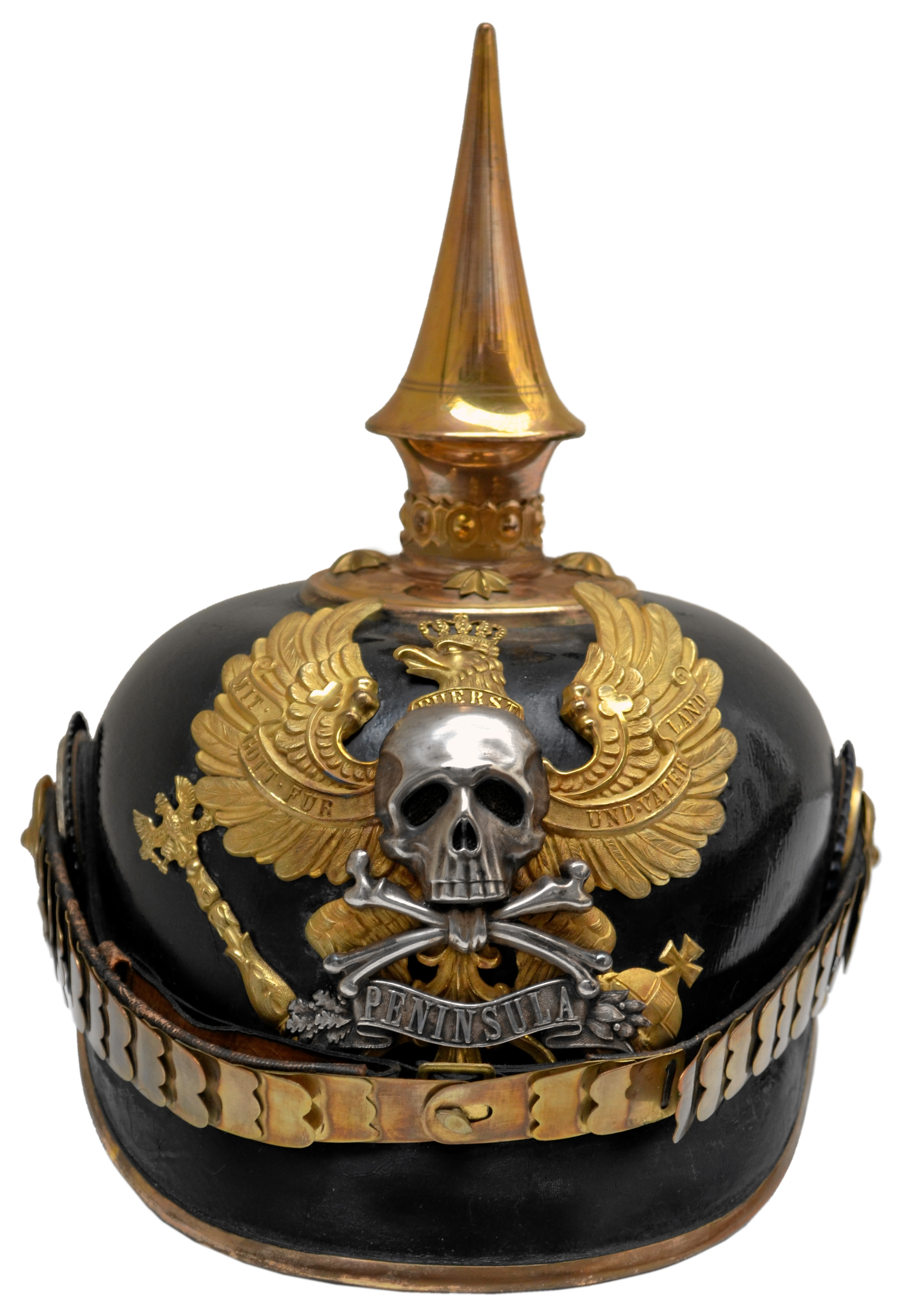
Pickelhaube của Đức
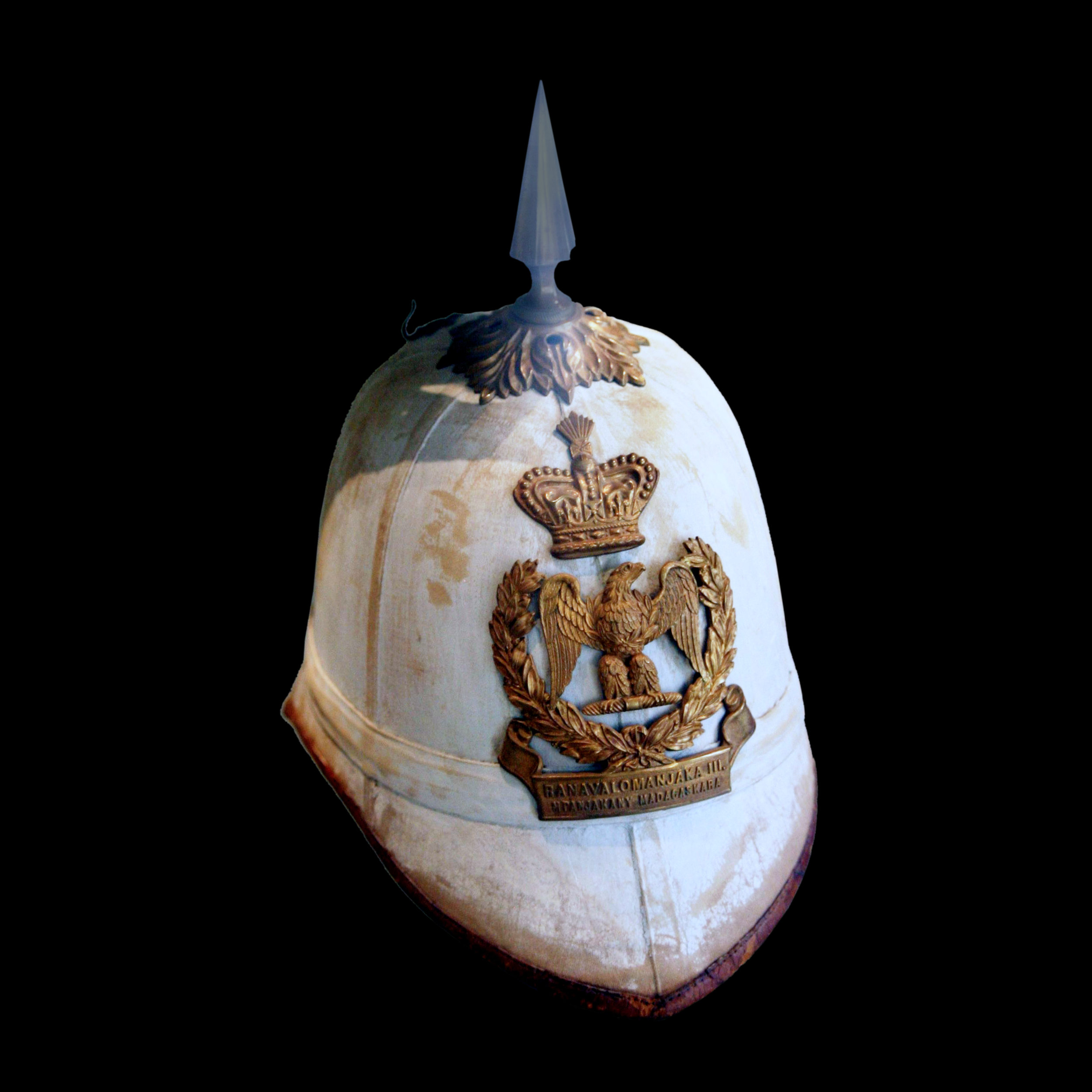
Mũ bảo hiểm cuối thế kỷ 19
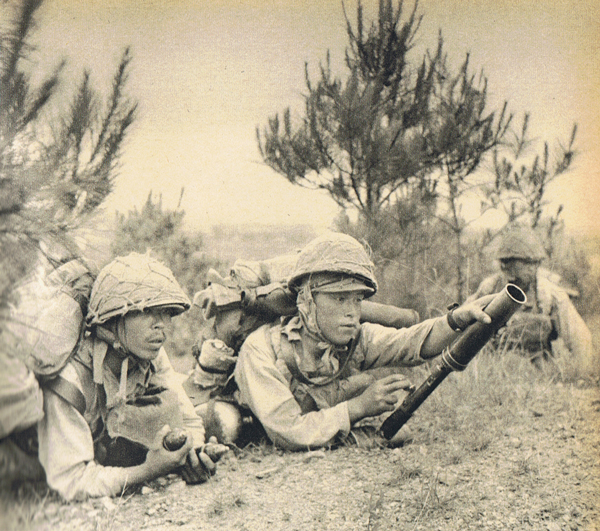
Mũ bảo hiểm kiểu 90 được người Nhật đội trong Thế chiến thứ hai
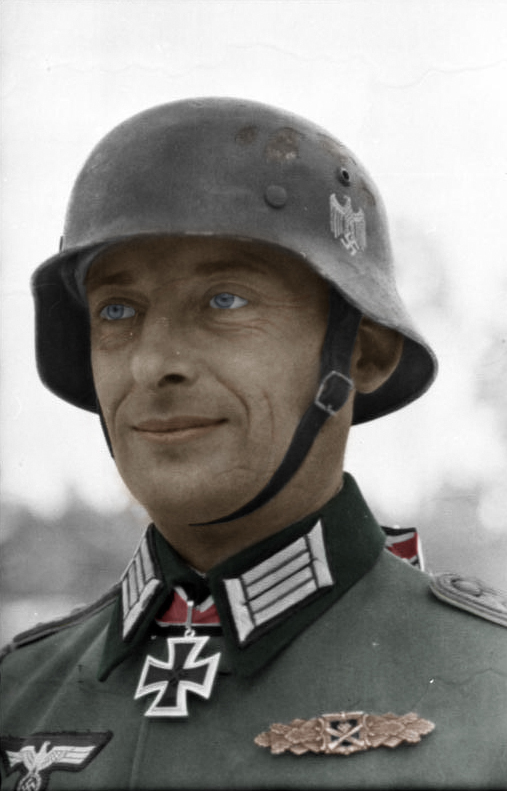
Một stahlhelm của Đức trong Thế chiến II
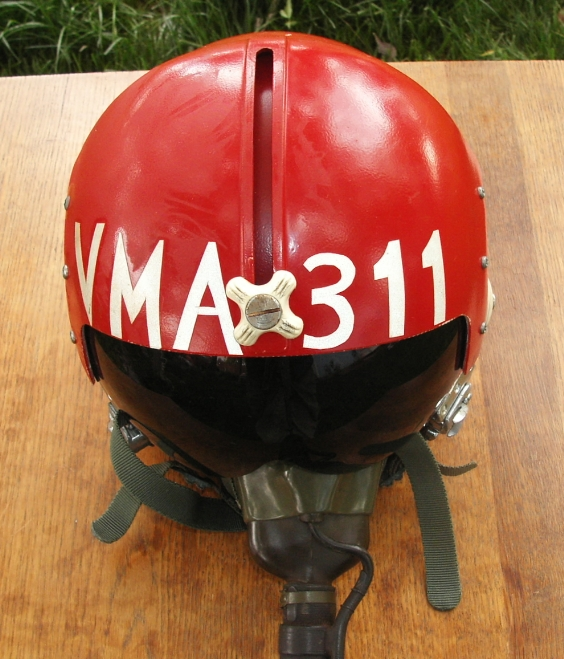
Mũ bay VMA-311 của Thủy quân lục chiến thời Chiến tranh Việt Nam
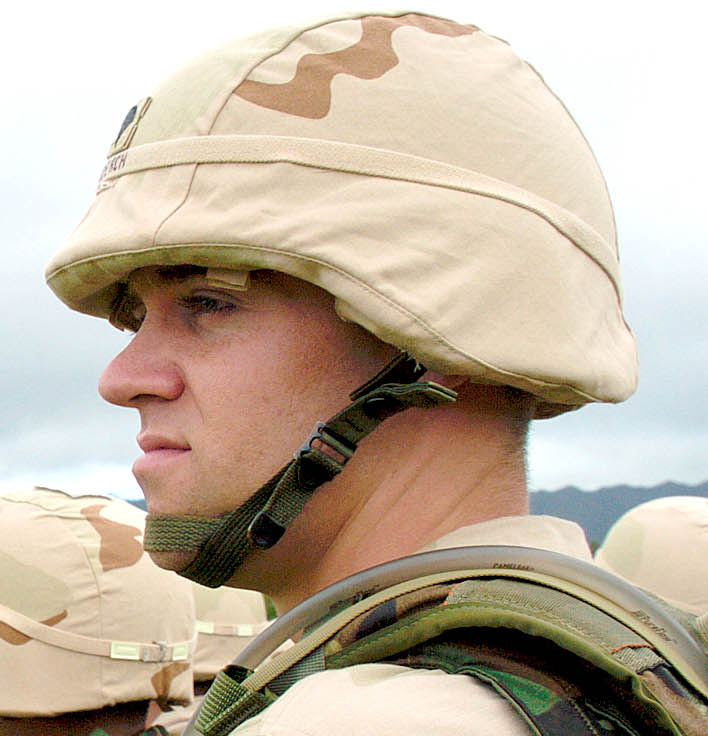
Mũ bảo hiểm PASGT
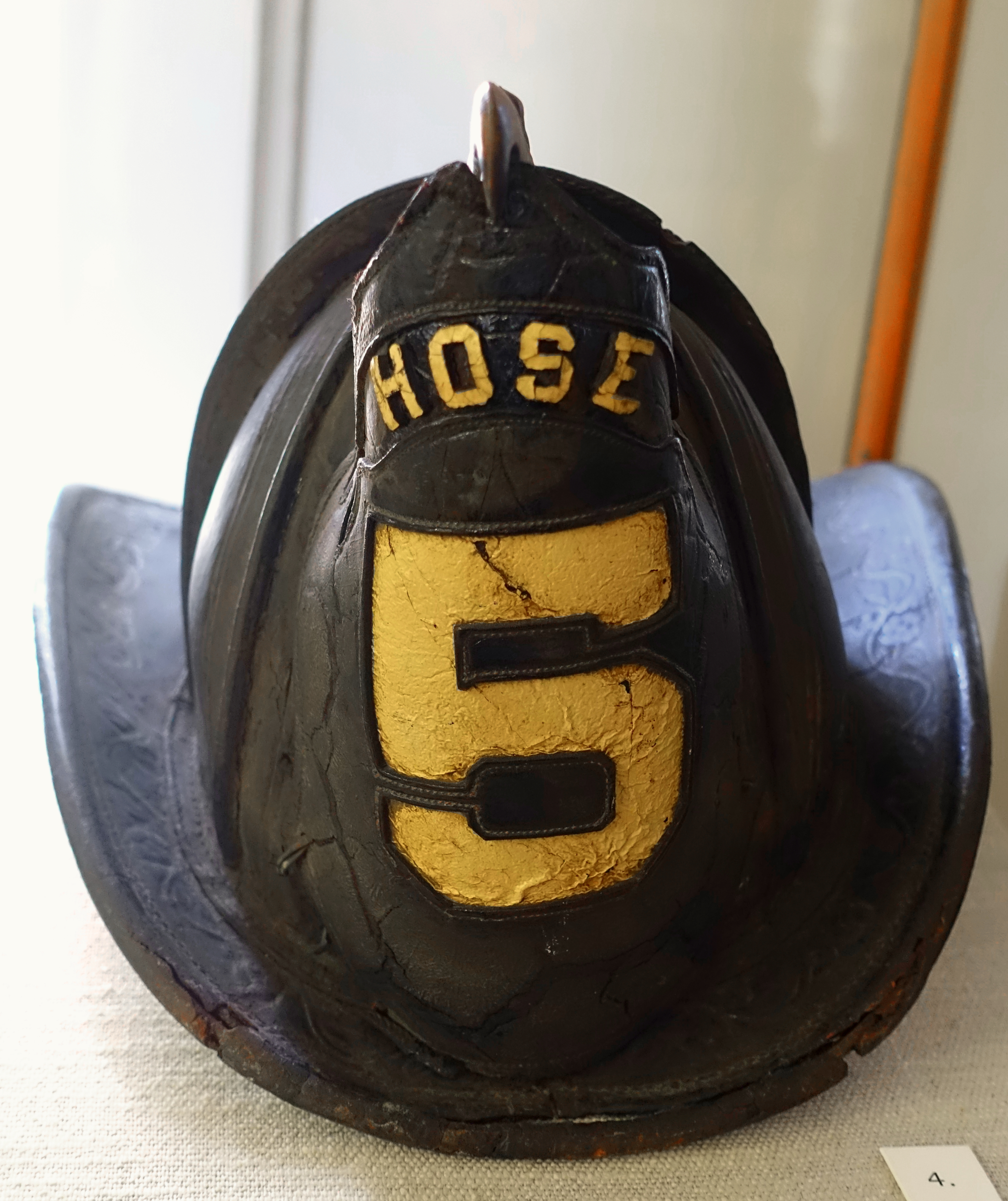
Mũ bảo hiểm chữa cháy da và thép
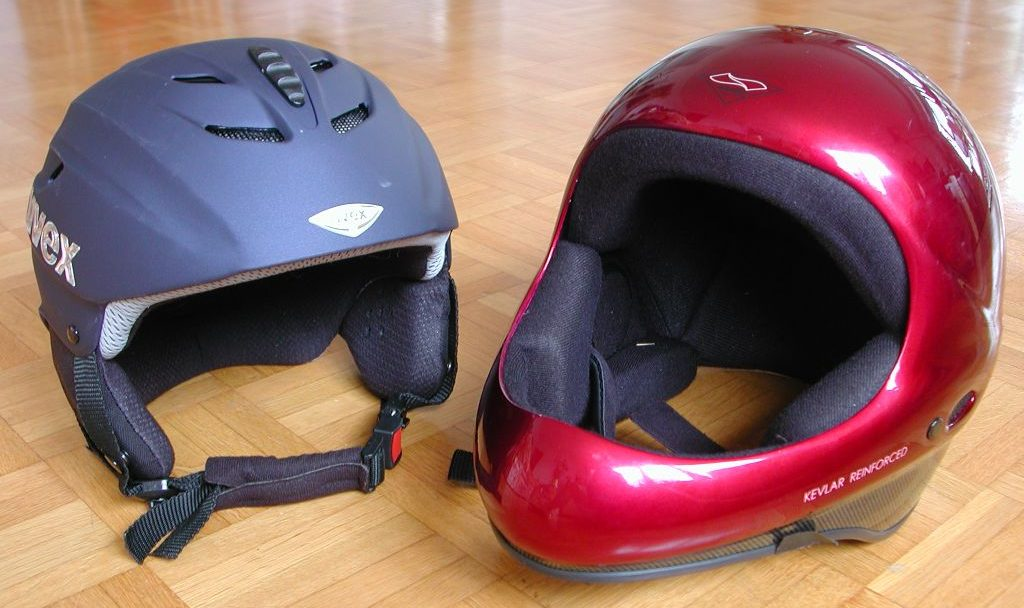
Mũ bảo hiểm trượt tuyết (trái), mũ bảo hiểm dù lượn (phải)
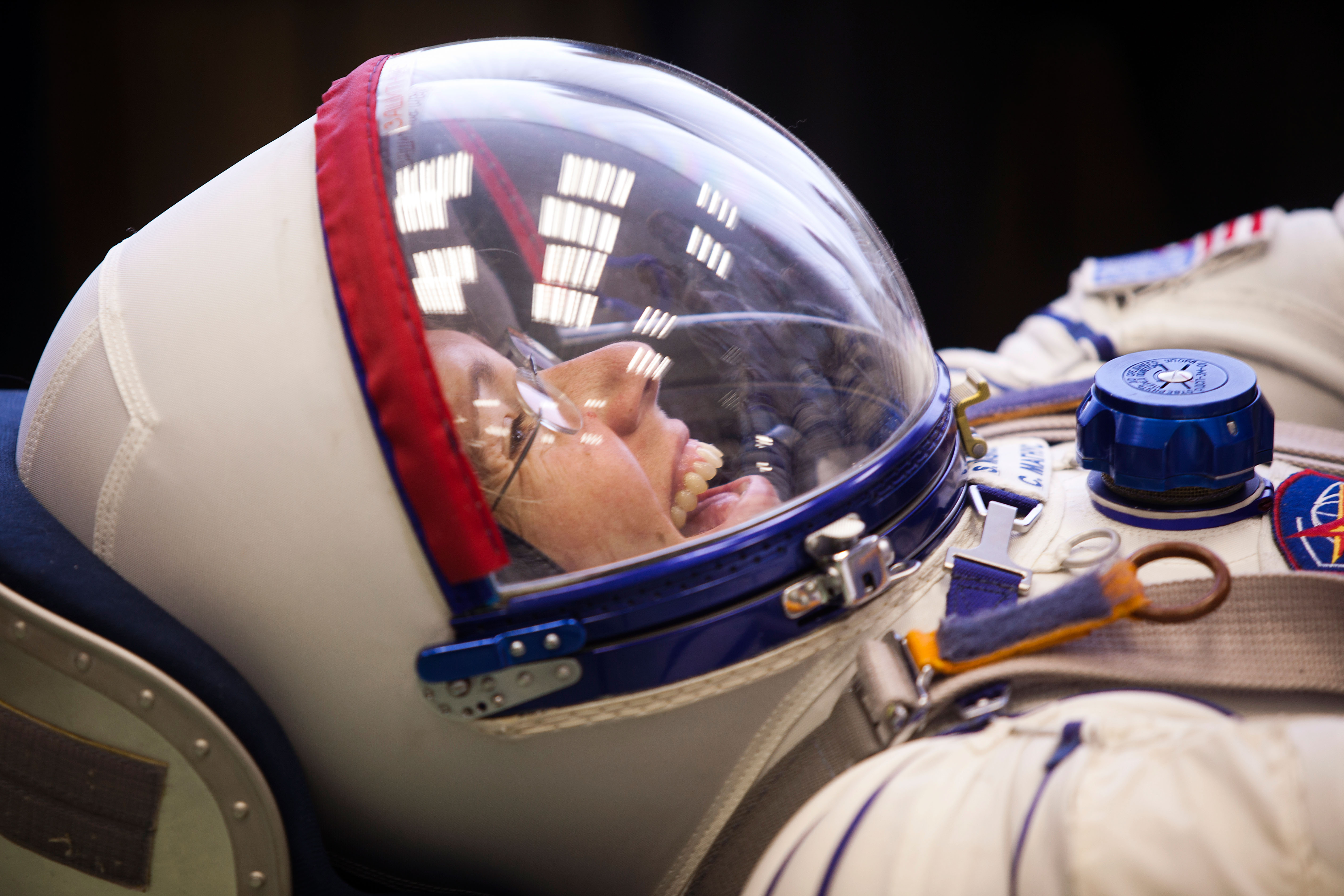
Mũ bảo hiểm phi hành gia
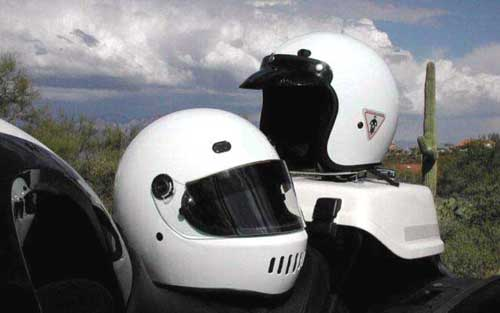
Mũ bảo hiểm fullface và open face
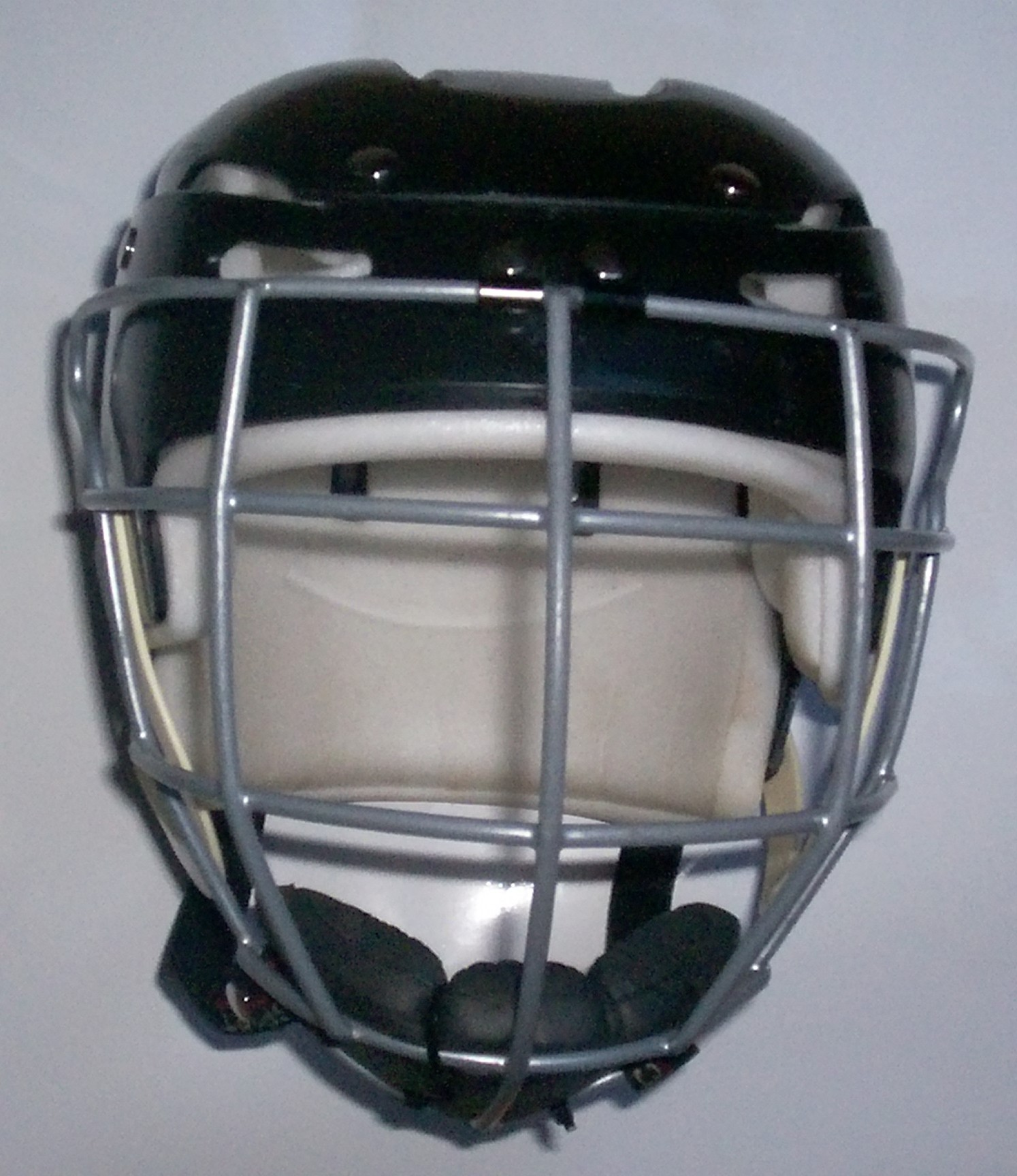
Mũ bảo hiểm Hurling/Camogie
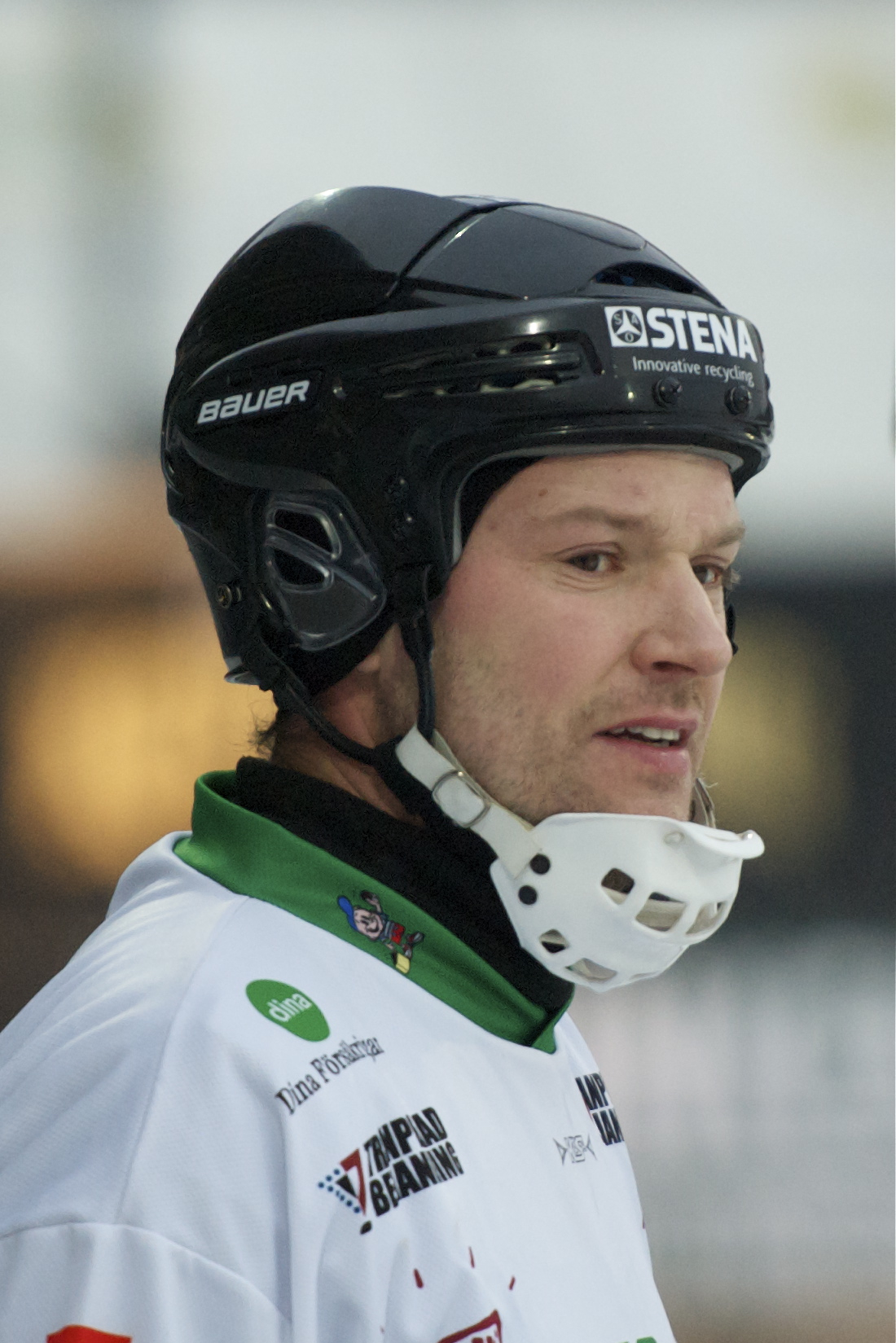
Mũ bảo hiểm có quai